# Gynanisa westwoodi
Gynanisa westwoodi är en fjärilsart som beskrevs av Rothschild 1895. Gynanisa westwoodi ingår i släktet Gynanisa och familjen påfågelsspinnare. Inga underarter finns listade i Catalogue of Life.